# Dagarnas skum
För andra betydelser, se Dagarnas skum (olika betydelser).
Dagarnas skum (originaltitel: L'Écume des jours) är en roman från 1947 av Boris Vian. Romanen utkom ursprungligen på franska. På svenska utkom den 1968, i översättning av Lars Erik Sundberg.

## Handling
Colin är ung, god, rik och vacker, och lever i Paris med sin mästerkock Nicolas som tillagar de mest fantastiska depraverade rätter. Hans fattige vän Chick är ingenjör och dyrkar författaren Jean-Sol Partre. Colin träffar den sköna Chloë och Chick den sköna Alise. De blir förälskade och gifter sig. Allt verkar underbart förutom Chloës tilltagande sjukdom, och vid ett läkarbesök får de veta att Chloë har en näckros i lungan som hotar hennes liv. Hon blir allt sjukare, rummen i Colins lägenhet blir mindre, hans pengar försvinner i allt snabbare takt, Nicolas mat blir av allt enklare slag, Chicks maniska samlande på allt som har med Partre att göra driver honom in i fattigdom och hela världen runt omkring dem mörknar och sluts kring dem i allt snabbare takt.

## Om romanen
Dagarnas skum brukar kallas Boris Vians mästerverk, och är enligt den franske poeten Raymond Queneau "den mest gripande kärleksromanen i vår tid".
Historien utspelas i en drömvärld med ett komiskt och flytande språk. Men bakom den komiska fasaden finns samhällskritik och träffande reflektioner över kärleken. I romanens surrealistiska värld är händelser, som i vanliga fall skulle anses vansinniga, vardagliga och självklara, vilket kan anses vara typiskt för Boris Vians romaner. Huvudpersonen Colins universum utgår helt från honom själv som dess nav. Världen tycks formas helt efter Colins sinnestillstånd, och alla förutom han och hans vänner saknar egentlig betydelse.
Historien rymmer återkommande teman i Boris Vians produktion, bland mycket annat hans avsky för "seriöst" arbete, hans syn på samhällets små detaljer, hans passion för jazz, kärleksfulla drifter med kyrkan och ingenjörsyrket, och inte minst av allt kärlekens flyktighet.
Det harmlösa häcklandet av Jean-Paul Sartre skall ses mot följande bakgrund: Medan Vian dyrkade Sartre för hans politiska idéer och engagemang, rekryterade den 15 år äldre Sartre Vians fru Michelle som sekreterare och inledde sedan ett förhållande med henne som fick äktenskapet att brista.
Romanen har givits ut av Norstedts 1968 och 1997, samt av Månpocket 1986.
I Frankrike framröstades romanen till plats 10 på listan med århundradets 100 böcker enligt Le Monde.
En filmatisering med samma titel, i regi av Michel Gondry, kom ut 2013.